# Ted Meredith
Pour les articles homonymes, voir Meredith.
James Edwin "Ted" Meredith, né le 14 novembre 1891 à Chester Heights et décédé le 2 novembre 1957 , était un athlète américain pratiquant le 400 mètres et le 800 mètres.

## Carrière sportive
Lors des Jeux de Stockholm en 1912, Ted Meredith décroche deux titres olympiques. Il remporte la course du 800 mètres en établissant un nouveau record du monde en 1 min 51 s 9, ainsi que le relais 4 × 400 m avec ses coéquipiers de l'équipe des États-Unis. 
Après les Jeux olympiques, il entre à l'Université de Pennsylvanie et continue par ailleurs sa carrière d'athlète. Il devient champion universitaire du 440 yards de 1914 à 1916, et du 880 yards en 1914 et 1915. En 1916, Meredith établit un nouveau record du monde du 440 yards (équivalent du 400 mètres) en 47 s 6. Cette marque ne sera améliorée qu'en 1928.
Il prend sa retraite sportive en 1917, mobilisé dans l'armée pendant la Première Guerre mondiale en tant que sergent. Après la guerre, il tente un retour à la compétition lors des Jeux olympiques de 1920 à Anvers. Il est éliminé en demi-finale du 400 mètres et termine quatrième du relais 4 × 400 mètres.

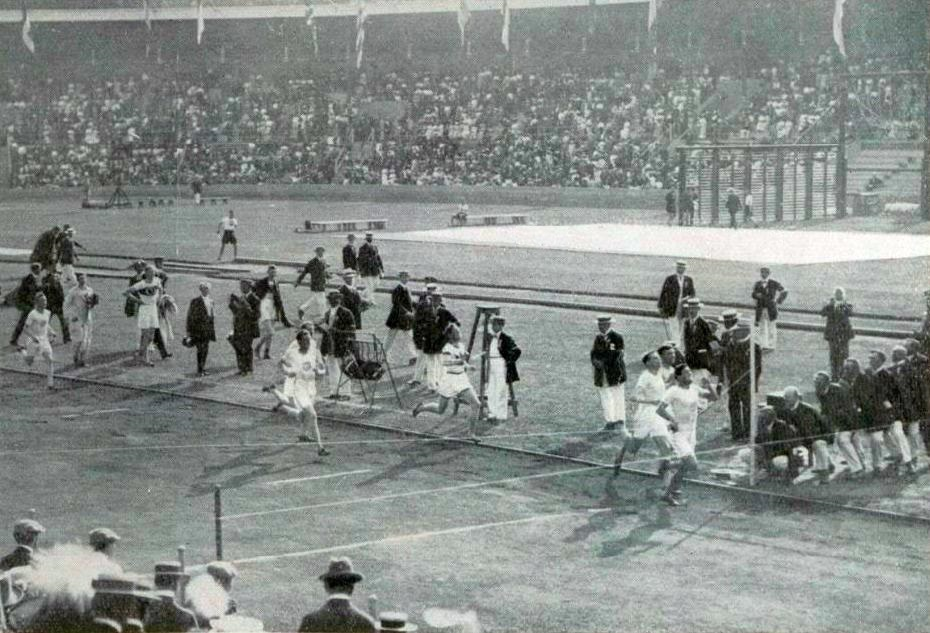
La finale du 800 mètres des Jeux olympiques de 1912.

## Palmarès

### Jeux olympiques d'été
| Date | Compétition     | Lieu      | Résultat | Épreuve   | Temps        |
| ---- | --------------- | --------- | -------- | --------- | ------------ |
| 1912 | Jeux olympiques | Stockholm | 1er      | 800 m     | 1 min 51 s 9 |
| 1912 | Jeux olympiques | Stockholm | 1er      | 4 × 400 m | 3 min 16 s 6 |